# 28990 Ariheinze
28990 Ariheinze è un asteroide della fascia principale. Scoperto nel 2001, presenta un'orbita caratterizzata da un semiasse maggiore pari a 3,1558356 au e da un'eccentricità di 0,1036761, inclinata di 16,92922° rispetto all'eclittica.